# Otoczka biaława (płazy)
Otoczka biaława – białkowa otoczka jaja, szczególnie dobrze wykształcona u płazów. Po złożeniu jaj w zbiorniku wodnym otoczka wokół jaja pęcznieje, znacznie zwiększając jego objętość. Jest ona przezroczysta, lekko biaława, a samo jajo – nieprzezroczyste (białe, czarne, żółtawe itp.). Otoczka pełni funkcje ochronne, a także (u części gatunków) powoduje uniesienie jaja w kierunku powierzchni wody, gdzie jest ono lepiej ogrzewane przez Słońce.